# Neocastnia nicevillei
Neocastnia nicevillei är en fjärilsart som beskrevs av George Francis Hampson 1895. Neocastnia nicevillei ingår i släktet Neocastnia och familjen Castniidae. Inga underarter finns listade i Catalogue of Life.